# Чухрай Павло Григорович
Чухрай Павло Григорович — радянський і російський кінорежисер, сценарист, кінооператор українського походження. Лауреат Премії Ленінського комсомолу (1981). Народний артист Російської Федерації (2006). Кавалер ордена Пошани (2012). Лауреат багатьох російських і міжнародних фестивалів та кінопремій.

## Біографія
Народився 14 жовтня 1946 р. в родині кінорежисера Г. Н. Чухрая.
Закінчив операторський (1971, майстерня Б. І. Волчека) і режисерський (1974, майстерня І. В. Таланкіна) факультети Всесоюзного державного інституту кінематографії.

## Фільмографія
Режисер-постановник:
- «Вільному — воля» (1974, к/м; співавт. сценар.)
- «Ти іноді згадуй» (1977)
- «Люди в океані» (1980, співавт. сценар.)
- «Клітка для канарок» (1983, співавт. сценар.)
- «Зіна-Зінуля» (1986)
- «Запам'ятайте мене такою» (1987)
- «Ключ» (1992)
- «Злодій» (1997, автор сценарію) — номінація на премію «Оскар» в категорії «Найкращий фільм іноземною мовою»
- «Водій для Віри» (2004, українсько-російський кінофільм, в головній ролі — Богдан Ступка)
- «Російська гра» (2007) та ін.

Співавтор сценарію українського фільму «Це було минулого літа» (1988, реж. Н. Збандут), знятого на Одеській кіностудії.

## Громадська позиція
У березні 2014 р. підписав лист «Ми з Вами!» КіноСоюзу на підтримку України.